# Lugarski Breg
Lugarski Breg is een plaats in de gemeente Dubravica in de Kroatische provincie Zagreb. De plaats telt 108 inwoners (2001).